# Xystrocera laeta
Xystrocera laeta là một loài bọ cánh cứng trong họ Cerambycidae.